# Château de Beyrie
Pour les articles homonymes, voir Beyrie.
Cet article possède un paronyme, voir Château de Beyries.
Le château de Beyrie  se situe sur la commune de Baigts, dans le département français des Landes. Il ne doit pas être confondu avec le château de Beyries, autre monument des Landes.

## Présentation
Le château de Beyrie est édifié sur les ruines d’un château du XIVe siècle. Il figure sur la carte de Cassini de 1771. 
Le château est le siège de la caverie des seigneurs de Caupenne, Beyrie était un domaine de 144 ha d'un seul tenant exploité par une dizaine de métayers.
L’histoire de Beyrie est étroitement liée à celle d’Auguste Dupeyrat, propriétaire du domaine au XIXe siècle, fondateur et directeur d’une ferme école expérimentale. Il y construit, de 1849 à 1855, une étrange bâtisse dite « la réserve » qui jouxte les dépendances du château. Aujourd'hui le château de Beyrie est la propriété de la famille de Barbeyrac de Saint Maurice.